# René Marie
René Marie (Warrenton, 1955. november 7. –) amerikai dzsesszénekesnő, dalszerző.

## Pályafutása
René Marie 42 évesen kezdte profi zenei karrierjét. Férjezett nevén, René Croan néven lépett fel. Első albumát ezen a néven 1999-ben adta ki. Abban az évben fellépett a washingtoni Blues Alley-ben. Szerződést írt alá a St. Louis-i Maxjazz kiadóval. Négy albumot adott ki a náluk, amelyek közül a második (Vertigo) elnyerte a „The Penguin Guide to Jazz” minősítését, amelyet a dzsessztörténetben kevesebb, mint 85 felvételnek ítéltek oda. 
Munkáiban az énekesnő gyakran kombinál karcos dalokat („Dixie” és a lincselés-ellenes „Strange Fruit” a Vertigo-n), vagy más műveket kombinál (Maurice Ravel Boléro, vagy Leonard Cohen „Suzanne”-ja a „Live at Jazz Standard”-en).
René Marie 2008-ban botrányt kavart, amikor meghívták, hogy énekelje el a „The Star-Spangled Banner”-t egy denveri rendezvényen, és a dal szövegét a „Lift Every Voice and Sing” szövegével helyettesítette. A himnusznak ez a feldolgozása Marie 2011-es CD-jének, a „The Voice of My Beautiful Country” a címadó szvitjének a része. Egyik dalában, a „This for Joe”-ban a klubmenedzser megdühödött rá, amiért eredeti, saját szövegű dalokat énekel, élesen kifogásolta, hogy az ilyen nem helyes a dzsesszben. 2011-es kiadványa, a „Black Lace Freudian Slip” csak három olyan dalt tartalmaz, amelyet nem ő írt, sőt, ezek közül az egyiket a fia, Michael A. Croan írta, és vele együtt énekelte.
2007–2009-ben számos kislemezt adott ki, amelyek a hajléktalanok problémáira összpontosítottak, mint például a „This Is Not a Protest Song”, valamint a louisianai Jena faji problémáira: „3 Nooses Hanging”.
Tisztán zenei művei mellett írt, készített és előadott egy egyéni szöveges és zenei előadást, a „Slut Energy Theory – U'Dean”-t is, amelyben a szexuális bántalmazástól az önbecsülésig vezető utat kutatja. (A műsor újabb előadásain a címet „Slut Energy Theory”-ra rövidítették). A műsor filmzenéje is megjelent.
René Marie 18 évesen ment férjhez, és 23 éves korára már kétgyermekes anya volt. Amikor férje 23 év házasság után ultimátumot adott neki, hogy hagyja abba az éneklést, vagy menjen el, az éneklést választotta viharos házassága helyett.

## Albumok
- Renaissance (1999)
- How Can I Keep from Singing? (2000)
- Vertigo (2001)
- Live at the Jazz Standard (2003)
- Serene Renegade (2004)
- Experiment in Truth (2007)
- Black Lace Freudian Slip (2011)
- Voice of My Beautiful Country (2011)
- I Wanna Be Evil: With Love to Eartha Kitt (2013)
- Sound of Red (2016)

## Filmek
- Egy 13 perces „Tuning René Marie” című dokumentumfilm, melyet Rachel Kessler − ma New Yorkban élő − ukrán filmes készített, a Woodstock Film Festival in New York-on volt bemutatva. A film elnyerte a legjobb rövid dokumentumfilmnek járó díjat a Virginia Film Festival-on.

## Díjak
- René Marie-t kétszer jelölték Grammy-díjra.

## Fordítás
- Ez a szócikk részben vagy egészben  a   René Marie című angol Wikipédia-szócikk ezen változatának fordításán alapul.  Az eredeti cikk szerkesztőit annak laptörténete sorolja fel. Ez a jelzés csupán a megfogalmazás eredetét és a szerzői jogokat jelzi, nem szolgál a cikkben szereplő információk forrásmegjelöléseként.